# Длиннокрылая акула
Длиннокрылая акула (лат. Carcharhinus longimanus) — вид акул рода серых акул одноимённого семейства из отряда кархаринообразных (Carcharhiniformes). Обитают в тропических и субтропических водах всех океанов. Встречаются на глубине до 230 м. У них веретенообразное продолговатое тело и характерные длинные и широкие, разведённые подобно крыльям грудные плавники. Верхняя поверхность тела окрашена в серый, бронзовый, коричневый или синеватый цвет, брюхо белое. Кончики плавников имеют белую окантовку. Максимальная зарегистрированная длина тела — 4 м, а вес 167,4 кг. Рацион очень разнообразный и состоит из костистых рыб и головоногих моллюсков. Размножаются живорождением. В помёте до 15 новорождённых.
Представляют опасность для человека. Являются объектом промышленного рыболовства.

## Таксономия

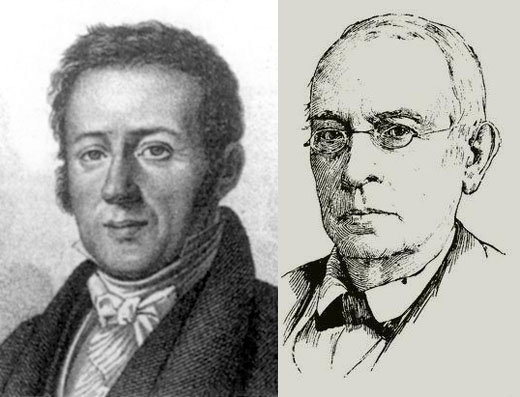
Учёные, первыми описавшие длиннокрылую акулу: Р. П. Лессон и Фелипе Поэй

Новый вид был впервые описан натуралистом Рене Примевэром Лессоном в 1822—1825 годах в отчёте о кругосветном плавании на корвете Кокиль. Учёный описал две особи, пойманные в архипелаге Туамоту, Французская Полинезия, и назвал акулу Carcharhinus maou. Далее этот вид акул был описан как Squalus longimanus кубинским учёным Фелипе Поэй в 1861 году. Кроме того, использовалось название Pterolamiops longimanus. Видовое название происходит от латинского слова longimanus — «длиннорукий», что связано с длинными передними плавниками этой акулы.
По правилам Международной комиссии по зоологической номенклатуре, название, опубликованное первым, имеет приоритет, поэтому действительное научное название длиннокрылой акулы должно быть Carcharhinus maou, однако название Carcharhinus longimanus по-прежнему широко распространено.

## Ареал
Длиннокрылые акулы считаются наиболее многочисленными теплолюбивыми акулами, обитающими в поверхностных слоях открытого океана при температуре выше 18 °C. Для них наиболее предпочтителен температурный диапазон от 20°С до 28 °C, когда температура воды выходит за эти рамки, они стремятся покинуть территорию. Прежде акулы этого вида были изобильны, однако последние исследования показали, что их численность резко сократилась.
Длиннокрылые акулы распространены по всему миру от 45° северной широты до 43° южной широты. В 2004 году у западного побережья Швеции, далеко за пределами предполагаемой северной границы своего ареала, была поймана акула этого вида. А в 2013 году поступали сообщения о том, что в водах Британии видели длиннокрылую акулу длиной около 4 м и весом свыше 300 кг.
Большую часть времени акулы проводят в верхнем слое океана на глубине до 150 метров и предпочитают держаться на некотором расстоянии от берега. Судя по данным с ярусоловных судов, чем дальше от земли, тем больше попадается длиннокрылых акул. Однако иногда они подходят близко к берегу и заплывают на мелководье. Как правило, длиннокрылые акулы ведут одиночный образ жизни, хотя в местах скопления пищи они могут собираться в стаи. У этого вида отсутствует суточный цикл, и он проявляет активность и днём, и ночью. Акулы плавают медленно, с распростёртыми грудными плавниками. Их часто сопровождают рыбы — лоцманы, рыбы-прилипалы и корифены. Последний факт вызывает удивление, поскольку хищницы часто поедают этих золотисто-зелёных рыб. В 1988 году длиннокрылых акул наблюдали в сопровождении гринд.

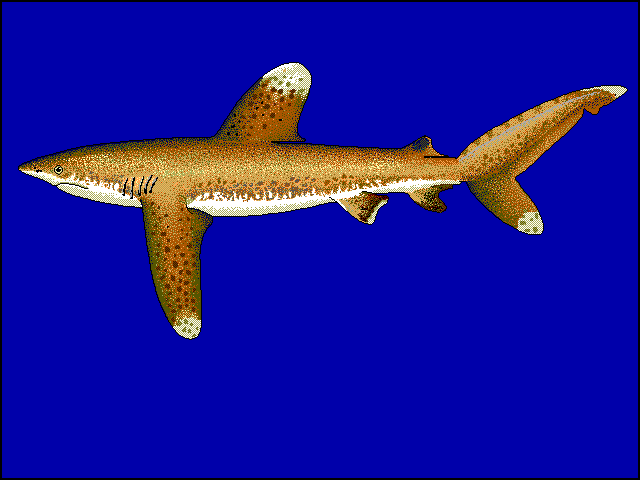
Характерные отметины на теле длиннокрылых акул

## Внешний вид
Грудные плавники длиннокрылых акул значительно длиннее и шире, чем у большинства других видов акул, и заметно округлены. Рыло округлое, глаза оснащены мигательными перепонками. Тело вытянутое, обтекаемой формы. Окраска дорсальной поверхности тела может быть бронзовой, коричневой, синеватой или серой, брюхо белое, иногда с жёлтым оттенком. Концы плавников покрыты белыми пятнами. Длиннокрылые акулы достигают 3,5—4 метров в длину, но чаще встречаются особи длиной до 1,5—2 метров и массой 20—60 кг. Максимальный зафиксированная масса составляет 170 килограммов. Самки, как правило, крупнее самцов; средний размер самцов приблизительно 1,8 м, а самок — 1,9 м. Между первыми и вторыми спинными плавниками у некоторых особей расположено светлое пятно седловидной формы. Треугольные нижние зубы относительно небольшого размера имеют тонкое зазубренное остриё. На нижней челюсти расположено по 13—15 зубных рядов по обе стороны от симфиза. Верхние зубы также имеют треугольную форму, они крупнее и шире нижних, их края зазубрены. На верхней челюсти расположено по 14—15 зубных рядов по обе стороны от симфиза. Кожа покрыта плоской плакоидной чешуёй, каждую чешуйку покрывают 5—7 гребней.

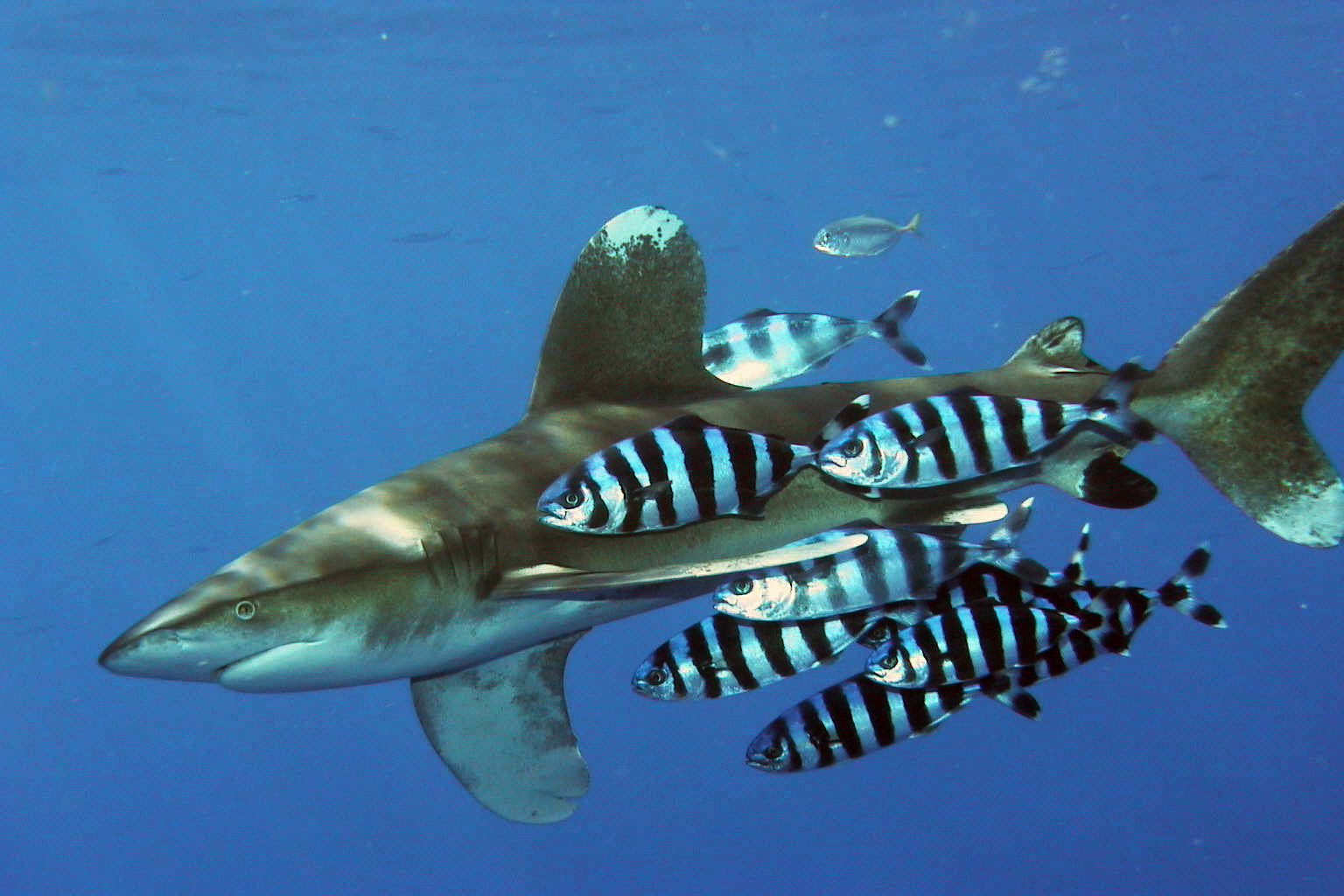
Длиннокрылая акула в сопровождении рыб-лоцманов.

## Биология и экология

### Рацион
Длиннокрылые акулы питаются в основном костистыми рыбами, такими как барракуды, ставриды, корифены, марлины, тунцы, макрели, и головоногими моллюсками, а также скатами, морскими черепахами, птицами, брюхоногими, ракообразными и трупами млекопитающих. В ходе охоты акулы проплывают сквозь косяк рыб с разинутой пастью. Охотясь, они становятся агрессивными. Питер Бенчли, автор романа «Челюсти», наблюдал, как длиннокрылая акула плавала среди гринд и поедала их экскременты. Внутри ноздрей этих акул имеется пара капсул, защищённых складками. Внутри этих капсул расположен обонятельный эпителий, помещённый внутрь сферического органа, состоящего из ряда близко расположенных пластин под названием «Schneiderian folds». Эти пластины существенно увеличивают площадь чувствительной поверхности, занимая при этом мало места. В открытом море течение довольно медленно разносит химические вещества, которые можно уловить с помощью обоняния. Однако некоторые компоненты, например, эфирные масла, которые указывают на наличие источника пищи, могут быстро разноситься по воздуху на большое расстояние. Неоднократно наблюдали за тем, как длиннокрылые акулы высовывают на несколько секунд из воды кончик рыла. Высказывались гипотезы о способности этого вида акул к воздушному обонянию, то есть возможности улавливать и дифференцировать запахи в воздухе, которая обеспечивает им преимущество в конкуренции за пищу.
Существует теория, согласно которой белые отметины на плавниках помогают длиннокрылым акулам охотиться на такую стремительную добычу, как тунец и марлин. Отметины «бликуют», тогда как тело акулы остаётся в целом незаметным. Они создают иллюзию движения стаи мелких рыб, которая привлекает хищников, заставляя их подплыть ближе и утратить бдительность.

### Поведение

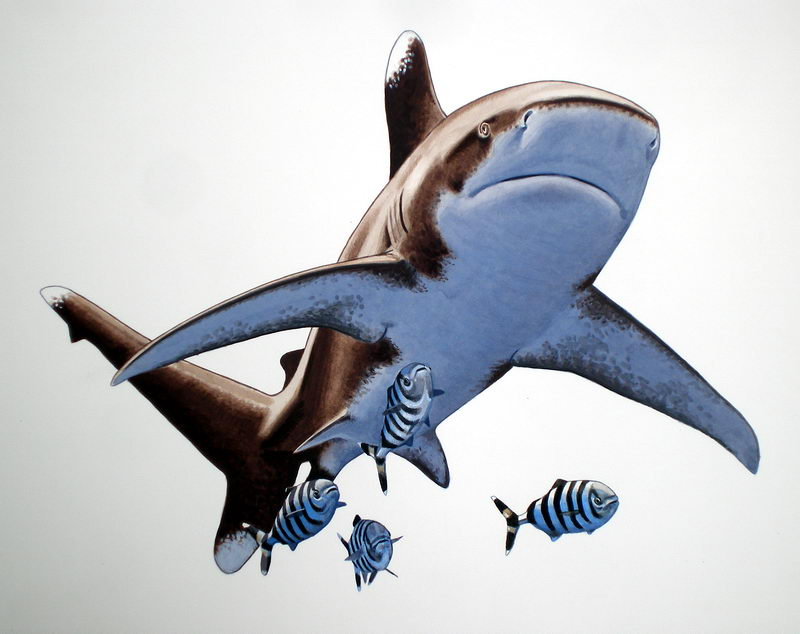
Длиннокрылых акул часто сопровождают рыбы-лоцманы

Длиннокрылые акулы, как правило, в одиночку плавают в толще воды, покрывая большие расстояния в поисках источников пищи. В старину акул называли морскими собаками, и длиннокрылые акулы оправдывают это название своим поведением. Они часто сопровождают корабли подобно собаке, следующей за интересующим её объектом. В желудках плывущих за судами в открытом океане акул обычно обнаруживают только камбузные отходы
Когда они приближаются к чему-то, что кажется им съедобным, их движения становятся более энергичными, они упрямо продолжают преследование, держась на безопасном расстоянии, готовые ринуться в атаку при первой возможности. Длиннокрылые акулы довольно медлительны, но они способны совершать стремительные рывки. Этот вид обычно конкурирует с шёлковыми акулами, принимая в случае соперничества за добычу агрессивные позы.
При наличии добычи длиннокрылые акулы часто образуют стаи и впадают в пищевое безумие — состояние, в котором они начинают неистово рвать зубами любой движущийся объект, в том числе и друг друга. Это конкурентоспособные, приспосабливающиеся хищники, которые используют любой имеющийся пищевой ресурс, вместо того, чтобы искать более лёгкую добычу. Длиннокрылые акулы очень живучи. Наблюдали за тем, как пойманная и выпотрошенная акула, будучи выброшенной за борт, продолжала как ни в чём не бывало плавать около судна и даже вновь заглатывала крючок.
У этого вида сегрегация по полу и размеру отсутствует. Длиннокрылые акулы следуют за стаями тунцов или кальмаров, а также за дельфинами и гриндами, подбирая за ними остатки добычи. Вслед за короткоплавниковыми гриндами они опускаются на глубину до 600 м, а затем поднимаются на поверхность. Вероятно, акулы ориентируются на эхолокационные способности млекопитающих, которые позволяют им обнаружить стаи кальмаров. Кроме того, сходство по размеру и окраске с гриндами позволяет акулам усыпить бдительность тунцов и марлинов, которые также охотятся на кальмаров и для которых киты не представляют опасности. Когда в тёплых водах ещё охотились на китов, длиннокрылые акулы часто объедали их туши.

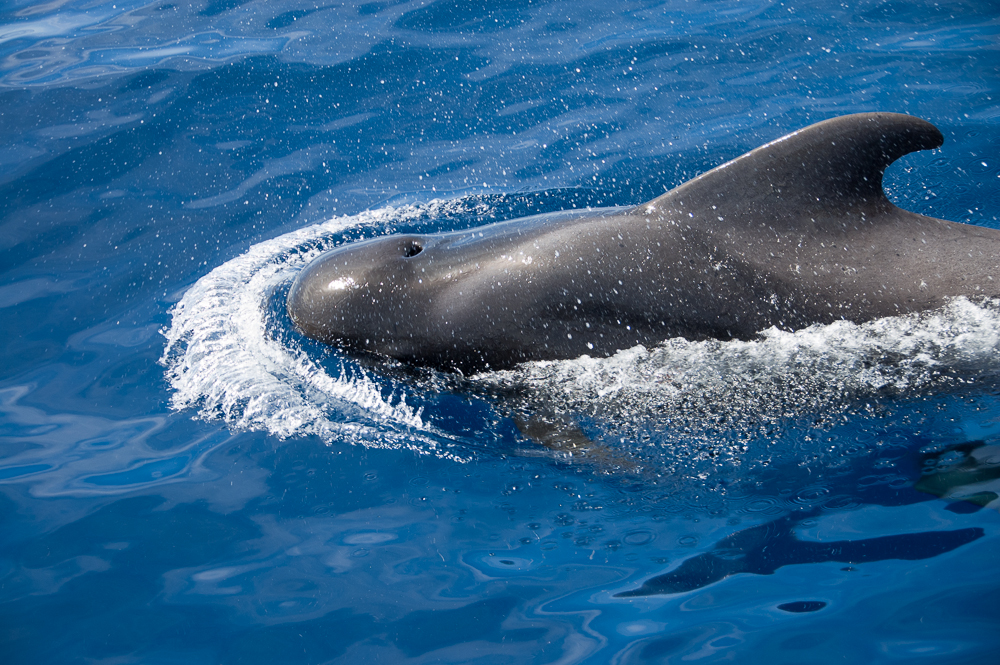
Иногда длиннокрылые акулы сопровождают стаи короткоплавниковых гринд

Несмотря на крупные размеры, длиннокрылые акулы гипотетически могут сами стать добычей, например, они никогда не сопровождают взрослых самцов короткоплавниковой гринды, которые достигают длины свыше 6,5 м и массы 3600 кг. На молодых акул охотятся зубатые киты, тунцы и парусники. С возрастом окраска длиннокрылых акул существенно меняется: от рождения и до достижения длины примерно 1,2 м отметины на плавниках у них не белые, как у взрослых рыб, а чёрные. Возможно, эта цветовая адаптация позволяет молоди быть менее заметной в самый уязвимый период их жизни.

### Размножение
В северо-западной части Атлантического океана и в юго-западной части Индийского океана брачный сезон начинается в начале лета; в Тихом океане беременных самок ловят круглый год. Подобно прочим представителям рода серых акул, длиннокрылые акулы являются живородящими; развивающиеся эмбрионы получают питание посредством плацентарной связи с матерью, образованной опустевшим желточным мешком. Беременность длится один год. В помёте от 1 до 15 новорождённых длиной около 0,6 м. Самцы и самки достигают половой зрелости при длине 1,7—1,9 м и 1,8—2 м соответственно.

## Взаимодействие с человеком

### Промысловое значение
Длиннокрылые акулы являются объектом промышленного рыболовства. Используют плавники, мясо, кожу и жир печени. Мясо едят в свежем, копчёном, сушёном и солёном виде. Промысел осуществляется по всему ареалу. Чаще акулы попадаются в ярусы в качестве прилова, так как они заглатывают приманки, предназначенные для других видов. Кроме того, длиннокрылые акулы наносят большой вред тунцеловному промыслу, поедая рыб, попавшихся на крючки.
Анализ данных по ярусному лову в США показал, что за 1992—2000 годы популяция длиннокрылых акул в северо-западной и центрально-западной Атлантике сократилась на 70 %. Согласно другому исследованию, проведённому в Мексиканском заливе, с 50-х до 90-х годов XX века численность этого вида уменьшилась на 99,3 %, однако изменения методов промысла и сбора данных затрудняют точную оценку. В 2013 году в водах Новой Зеландии эти акулы были объявлены под защитой. Международный союз охраны природы присвоил этому виду статус «Уязвимый».

### Содержание в неволе
В отличие от большинства крупных океанических акул, таких как акула-мако или синяя акула, этот вид довольно неплохо уживается в неволе. В 3 случаях из пяти известных в настоящее время длиннокрылые акулы прожили в неволе более года. Одна из акул, содержащаяся в океанариуме Монтерей Бэй в течение 3 лет, прибавила в длину 0,3 м, а две другие за неопределённый промежуток времени выросли на 0,5 м.

### Опасность
Известный исследователь-океанограф Жак Кусто назвал длиннокрылых акул «самыми опасными из всех акул». Кроме того, он называл этих акул «князьями Долгорукими» и утверждал, что «это единственный представитель селахий, ни капли не боящийся дайверов». Несмотря на то, что дурной репутацией в большей степени пользуются большая белая акула и другие виды акул, которые держатся ближе к берегу, длиннокрылых акул не напрасно подозревают в нападениях на людей, потерпевших кораблекрушения или авиакатастрофы и попавших в открытое море. Такие инциденты не включены в список атак акул XX—XXI столетий, так как документально они не подтверждены. Во время Второй мировой войны пароход Nova Scotia, на борту которого находилось около 1000 человек, был потоплен немецкой подводной лодкой у берегов Южной Африки. Выжило только 192 человека, гибель многих людей приписывают длиннокрылым акулам.
Для купальщиков пляжей длиннокрылые акулы представляют собой минимальную угрозу, но для людей, оказавшихся в открытом океане, они очень опасны. Однако и в прибрежных водах зафиксировано несколько инцидентов. В декабре 2010 года в Египте на курорте Шарм-эш-Шейх произошло пять нападений, 4 человека были тяжело ранены и 1 пловец был убит акулой. Нападения приписывают длиннокрылой акуле. Атаки произошли недалеко от берега, в месте, где дно резко обрывается.